# 音のシンフォニー
「音のシンフォニー」（おとのシンフォニー）は、日本の歌。作詞・作曲・編曲：山本直純。歌：東京放送児童合唱団。

## 概要
「音」を題材にした歌で、「動物の鳴き声」「楽器」「職業」に関する音を7つずつ出し、それを一斉に合わせる内容。曲構成は、前半は7つの音の紹介、後半前部は途中でそれらを一斉に鳴らし、後部は「ラララ…」となっている。
この曲は、1960年代にNHKの『歌のメリーゴーラウンド』で歌われていた。1966年には第8回日本レコード大賞の童謡賞候補にもなった（受賞曲は石川進の「オバケのQ太郎」）。
その後も、1974年6月から同年7月までNHKの『みんなのうた』で紹介された。同番組においては3番が省略され、2番はオリジナル版の3番の調で歌われた。映像は、児童文学作家の中原収一によるアニメーションである。
『みんなのうた』版の再放送は1975年8月 - 9月に一度実施して以来長らく行われていなかったが、2011年に始められたみんなのうた発掘プロジェクトで映像が見つかり、2012年3月17日（16日深夜）放送の『みんなのうた発掘スペシャル』で36年ぶりに再放送された。映像・音源を提供したのは「あめふりくまのこ」で知られる作曲家の湯山昭である。そして同年8月からは『みんなのうた』本編での再放送が行われた。

## 音の内容

### 1番
1. イヌ
2. ネコ
3. ブタ
4. サル
5. ネズミ
6. ガチョウ
7. ヤギ

### 2番
1. ピアノ
2. ヴァイオリン
3. クラリネット
4. 太鼓
5. トランペット
6. トロンボーン
7. ギター

### 3番
1. 大工（トンカチ）
2. 豆腐屋（ラッパ）
3. 交差点の警察官
4. ラーメン屋（チャルメラ）
5. バスの車掌
6. 体操の先生
7. 魚屋の主人